# ダンディハウス
ダンディハウスは株式会社シェイプアップハウスが展開する、日本で最初の男性専用エステティックサロンである。ミス・パリグループの店舗。

## 概要
1986年に大阪・難波にて創業。
ダンディハウスの運営会社株式会社ミスパリはもともと女性専用サロンエステティック ミスパリを運営していた
2016年1月現在は、木村拓哉をブランドキャラクターに起用し、テレビCMおよび交通広告を展開中である。
キャッチコピーは「ラクに、カッコよく。」
エステティックサロンとしては、世界で初のISO 9001の認証取得も取得している。
運営会社株式会社ミスパリの関連サロンとして女性専用サロン エステティック ミスパリ、やせる専門店ミスパリ ダイエットセンター、スパWASPAを運営している。
またグループ内には学校法人ミスパリ学園が運営する美容専門学校も運営しており、ミス・パリ・ビューティ専門学校 ミス・パリ エステティック専門学校がある。
エステティシャン養成校として1992年に運営開始、2005年には日本エステティック協会認定エステティシャン輩出第1位となった。

## 歴代イメージキャラクター

### 現在
- 木村拓哉（2024年 - ）

### 過去
- ユースケ・サンタマリア（1999年 - 2001年）
- 三浦知良（2001年 - 2005年）
- リチャード・ギア（2005年 - 2007年）
- 桑田佳祐（2007年 - 2012年）
- 木村拓哉（2012年 - 2017年）
- 三浦知良（2017年 - 2021年）
- EXILE AKIRA（2021年 - 2024年）[1]